# 2-я Останкинская улица
2-я Оста́нкинская улица — улица на севере Москвы, в Останкинском районе Северо-Восточного административного округа; между Хованской улицей и 5-м Останкинским переулком. Образована в 1928 году. Названа по бывшему подмосковному селу Останкино (с конца XIX века в черте Москвы), на территории которого находится.

## Расположение
2-я Останкинская улица проходит с запада на восток и начинается от Хованской улицы, пересекает Прасковьину улицу, 3-й и 5-й Останкинские переулки, поворачивает на север и заканчивается у Южного входа ВВЦ.

## Учреждения и организации
- Дом 4 — типография «СВ-Принт».